# أورينسي
أورينسي (بالإسبانية: Orense) هي مدينة تقع في شمال غرب إسبانيا، هي عاصمة مقاطعة أورينسي التابعة لمنطقة غاليسيا.

## الديموغرافيا
بلغ عدد سكان مدينة أورينسي 104.250 نسمة عام 2023 (وفقاً للمعهد الوطني للإحصاء الإسباني).
| 107.060 | 109.120 | 109.011 | 108.358 | 107.186 | 107.742 | 108.002 | 104.250 |

## توأمة
لأورينسي اتفاقيات توأمة مع كل من:
- كامبار
- فيلا ريال
- تلانيبانتلا دي باز
- Tlalnepantla  [لغات أخرى]‏

## أعلام
- إسماعيل سانتوس
- دييجو سيواني
- ميغيل أنخيل غونزاليس
- دافيد فيريرو
- ماريا أنطونيا إجليسياس
- خوسيه بوسادا
- أنطونيو فيليسيانو